# Csák József (operaénekes)
Csák József (született Szincsák József, Kisvárda, 1944. december 11. –) magyar építészmérnök, operaénekes, festő, egyetemi docens.

## Életútja
Hétéves korában édesanyjával és testvérével Budapestre költözött és itt végezte iskolai tanulmányait. Édesapja és idősebb nővére ez idő tájt még hadifogságban voltak. 
A Budapesti Műszaki Egyetemen szerzett építészmérnöki diplomát, majd ott lett tanársegéd, s ma is ott tanít, rajzolást, építészeti tervezést, valamint, betű-és írásművészetet mint egyetemi docens. Az oktatás mellett jelentős magán praxist folytatott. Mintegy 1200 lakóházat, nyaralót, kisebb középületet tervezett. 1980-ban építészet-elméletből szerzett doktori címet. 
Tanári és szakmai munkája mellett aktívan fest. Több önálló és csoportos kiállításon szerepelt sikeresen. Képei a világ sok országában fellehetők. 
A leírt tevékenységek mellett énektanulmányokat is folytatott. Hoór Tempis Erzsébet és Neményi Lili voltak mesterei. 1985-ben a Magyar Állami Operaház – próbaéneklés után – azonnali hatállyal leszerződtette, ám egyetemi állását nem adta fel. A két szakmát, hivatást párhuzamosan művelte. Ekkor vette fel a Csák József művésznevet. Tenor főszerepek sorát bízta rá a színház vezetése. A bemutatkozás (Verdi: Álarcosbál – Riccardo) hatalmas sikert hozott. Így az évek során 32 főszerepet énekelt el sikeresen itthon és a világ sok operaházában. Repertoárja – az operai szerepek mellett- az oratóriumok, a hangverseny művek, a dalirodalom, az operett és nóta területét is felöleli.